# Faculdade de Direito da Universidade de São Francisco
A Escola de Direito da Universidade de São Francisco (USF Law) é a escola de direito aprovada pela American Bar Association (ABA) da Universidade particular de São Francisco. Fundada em 1912, recebeu a aprovação da ABA em 1935 e juntou-se à Association of American Law Schools (AALS) em 1937.

## Campus
O Koret Law Center da Faculdade de Direito da Universidade de São Francisco ocupa dois edifícios em 55 acres (220,000 m2)  campus da USF no topo de uma colina com vista para o Golden Gate Park, o Oceano Pacífico e o centro de São Francisco.

## Acadêmicos
Para os alunos admitidos no outono de 2019, a pontuação LSAT mediana foi de 153 e o GPA médio foi de 3,32. A escola aceitou 48,7% dos candidatos e 11,6% dos que aceitaram matriculados. Após o ano acadêmico de 2019-2020, 6,7% dos alunos do primeiro ano deixaram a USF Law por motivos acadêmicos (4,0%) ou não acadêmicos (2,7%).
A USF oferece programas de meio período e período integral para o grau JD. Os alunos também podem se inscrever no programa JD / MBA, que leva quatro anos de estudo. A USF também oferece um programa de dupla graduação JD / Master of Urban and Public Affairs. Os alunos do JD também podem receber certificados de graduação em Direito de Interesse Público, Propriedade Intelectual, Direito do Trabalho, Direito Internacional e outras áreas. A USF também oferece um Master of Laws (LL. M.) programa de graduação em Direito Comparado e Transações Internacionais para advogados estrangeiros graduados em direito por uma universidade não americana, bem como um LL. M. em propriedade intelectual e direito de tecnologia para advogados estrangeiros e americanos. A USF também oferece um LL. Mestrado em Fiscalidade para estudantes estrangeiros e nacionais licenciados em Direito, bem como Mestrado em Estudos Jurídicos Fiscais (MLST) para estudantes licenciados.

## Taxa de passagem de barra e classificações

### Passagem de bar
A taxa de aprovação nos bares da Califórnia em outubro de 2020 para graduados da USF que fizeram o exame pela primeira vez foi de 81%, em comparação com 84% para todas as faculdades de direito da Califórnia credenciadas pela ABA.

### Rankings
O US News and World Report classifica a Lei USF 146-192, o quartil inferior das faculdades de direito dos EUA.
Em 2021, a Princeton Review classificou a Lei da USF em quarto lugar no país como Melhores Recursos para Estudantes Minoritários.

## Emprego de pós-graduação
De acordo com as divulgações oficiais exigidas pela ABA de 2019 da University of San Francisco School of Law, 39,5% da turma de 2019 obteve emprego em tempo integral, de longo prazo, exigido pelo JD nove meses após a graduação, excluindo profissionais solteiros. A Universidade de San Francisco School of da Lei de Transparência Escola de Direito de sub-emprego pontuação é de 36,1%, o que indica a percentagem da classe de 2019 desempregados, perseguindo um grau adicional, ou trabalhando em um não-profissional, de curto prazo, ou a tempo parcial trabalho nove meses após a formatura.

## Custos
O custo total da frequência (indicando o custo do curso, taxas e despesas de subsistência) na Faculdade de Direito da Universidade de São Francisco para o ano acadêmico de 2019-2020 é de $ 80.307. A Transparência da Faculdade de Direito estimou o custo de atendimento financiado por dívida por três anos em $ 286.033.

## Publicações
A Faculdade de Direito tem várias publicações patrocinadas pela escola das quais os alunos podem participar.
- University of San Francisco Law Review
- Jornal de Direito de Propriedade Intelectual e Tecnologia (antigo Boletim de Direito de Propriedade Intelectual )
- Diário de Direito Marítimo da USF

## Vida de estudante
O corpo discente da USF está entre os mais etnicamente diversificados do país, e ocupa o quarto lugar em maiores recursos para alunos de minorias.  A USF patrocina dezenas de grupos de estudantes que abrangem uma ampla gama de interesses demográficos e de área de prática. Além disso, a Public Interest Law Foundation realiza um leilão anual, atraindo advogados, juízes e outros membros da comunidade em apoio ao compromisso da escola com o serviço público. Em 2017, a USF inaugurou uma nova residência universitária para uso prioritário por estudantes de direito.

## Institutos, centros e projetos especiais
A USF patrocina uma série de institutos, centros e projetos especiais. Além disso, a USF patrocina programas de estudo no exterior para seus alunos em Praga, Dublin e Budapeste. Os programas de intercâmbio incluem aulas no Trinity College em Dublin, Irlanda e na Charles University em Praga, República Tcheca. Os cursos internacionais relevantes incluem o estudo do Direito da Comunidade Europeia, Transações Comerciais Internacionais e Constitucionalismo Europeu.
Os alunos recebem treinamento prático em direito de propriedade intelectual e tecnologia por meio do Projeto de Justiça da Internet e Propriedade Intelectual e do Projeto de Serviços Jurídicos de Empreendedorismo.
Além disso, a USF hospeda programas projetados especificamente para estudantes, como o Projeto de Pena de Morte Keta Taylor Colby, que coloca estudantes do Sul trabalhando em recursos de pena de morte. Os alunos também podem participar do Projeto Intensivo de Advocacia, que reúne alunos de uma variedade de faculdades de direito e os coloca em uma aula de advocacia experimental intensiva, apresentando notáveis praticantes locais como professores.
A escola também oferece orientação contínua por meio de seu capítulo da American Inns of Court .

## Dorraine Zief Law Library
A Dorraine Zief Law Library foi inaugurada em 2000. Três anos depois, a sala de aula principal da faculdade de direito e o prédio administrativo, Kendrick Hall, reabriram após uma extensa reforma.

## Corpo docente notável
- J. Thomas McCarthy, autor de McCarthy on Trademarks and Unfair Competition[15]
- John Jay Osborn Jr., autor de The Paper Chase[16]
- John D. Trasviña, ex-reitor, ex-secretário assistente de habitação justa do HUD e presidente do MALDEF[17]

## Ex-alunos notáveis
- Angela Alioto (1983), advogada de direitos civis e ex-presidente do Conselho de Supervisores de São Francisco[18]
- Cupcake Brown (2001), autor e advogado, escreveu A Piece of Cake: A Memoir[19]
- John Burton (1960), ex- membro do Congresso e ex- líder da maioria no Senado da Califórnia, atual presidente do Partido Democrático da Califórnia[20]
- Emily Compagno (2006), advogada, apresentadora de TV, ex-líder de torcida da National Football League, colaboradora atual do canal Fox News
- Kimberly Guilfoyle (1994), ex-assistente do promotor público de São Francisco, personalidade da Fox News[21]
- Michael Hennessey (1973), antigo xerife da cidade e condado de São Francisco (1980–2012) [22]
- Edward Imwinkelried (1969), Evidence Scholar e Professor na UC Davis School of Law[23]
- Frederick J. Kenney (1991), Juiz Advogado Geral da Guarda Costeira dos Estados Unidos[24]
- Susan C. Lee (1982), senadora, Senado de Maryland[25][26]
- Mark Massara (1987), Diretor do Sierra Club Coastal Programs[27]
- Kevin V. Ryan (1984), ex -procurador dos Estados Unidos para o Distrito Norte da Califórnia[28]
- Marjorie Scardino (1975), CEO da Pearson PLC, e a primeira mulher a chefiar uma das 100 maiores empresas da Bolsa de Valores de Londres[29]
- John F. Shelley (1932), ex- prefeito de São Francisco e membro da Câmara dos Representantes dos Estados Unidos[30]
- Juliet Starrett (2003), duas vezes campeã mundial de rafting em corredeiras, CEO da CrossFit San Francisco

### Juízes
- Saundra Brown Armstrong (1977), juíza, Tribunal Distrital dos EUA, Distrito Norte da Califórnia[31]
- Ming Chin (1967), juiz da Suprema Corte[32]
- Martin Jenkins (1980), juiz da Suprema Corte da Califórnia, ex-juiz da Corte de Apelações da Califórnia para o primeiro distrito, ex-juiz do Tribunal Distrital dos Estados Unidos, Distrito Norte da Califórnia[33]
- Buell A. Nesbett (1940), o primeiro Chefe de Justiça da Suprema Corte do Alasca
- Bill Schuette (1979), ex- membro do Congresso e atual Procurador-Geral de Michigan, ex-juiz do Tribunal de Apelações de Michigan[34]
- Mary Jane Theis (1974), juíza da Suprema Corte de Illinois[35]